# Veia
Veia – wieś w Estonii, w prowincji Jõgeva, w gminie Saare.